# ノニルフェノールエトキシレート
ノニルフェノールエトキシレート(nonylphenol ethoxylate, NPE, C9φEn)はノニルフェノールをエチレンオキシドでエトキシル化して得られる非イオン界面活性剤の総称。親水性のポリオキシエチレン(POE)鎖と疎水性のノニルフェノール基がエーテル結合で結びついており、ポリ（オキシエチレン）ノニルフェニルエーテル(poly(oxyethylene) nonylphenyl ether)とも呼ばれる。一般にPOE鎖長の異なる多数の化合物の混合物として、平均鎖長の異なる一連の製品が販売されている。商品名としてはダウケミカルのTergitol NPシリーズ、ローディア（Rhodia）のIgepal COシリーズなど、各社が同様の構造の界面活性剤を製造している。医薬品としての国際一般名はノノキシノール(nonoxynol)。

## 用途
業務用洗浄剤、乳化剤などに使われている。医薬品、化粧品、農薬などにも添加されている。かつては家庭用洗剤にも利用されていた。ただし、環境中で分解されて生じるノニルフェノールに弱いながらも魚類に対する内分泌かく乱作用が示されていることから、アルコールエトキシレートへの代替が進んでいる。

### 医薬品
ノノキシノール-9は殺精子剤として使われている。

## 製法
プロピレン三量体をフェノールと反応させて、ノニルフェノールを得る。さらにエチレンオキシドを作用させてポリオキシエチレン鎖を伸長させると、一連のノニルフェノールエトキシレートが生じる。そのため副産物としてポリエチレングリコールが含まれている。

## 法規制
GHSにおける環境有害性物質（区分1）に該当し、各国で輸送に規制がある（国連番号3082）。EUではREACH規制の認可候補物質（高懸念物質）に挙げられている。日本では船舶安全法や航空法によってGHSに基づく規制があり、また特定化学物質の環境への排出量の把握等及び管理の改善の促進に関する法律（化学物質排出把握管理促進法）の第一種指定化学物質(410)としてPRTR制度の対象になっている。